# Ada (Szerbia)
Ada (szerbül: Ада / Ada) város és község (járás) Szerbiában, Vajdaságban, az Észak-bácskai körzetben.

## Nevének eredete
Neve a török ada (sziget) főnévből származik.

## Fekvése
A község Kelet-Bácska középső részén, a Tisza folyó jobb partján fekszik. A legközelebbi nagyobb városok: 15 km-re északra Zenta, 20 km-re délre Óbecse, valamint 40 km-re nyugatra Topolya.

## A község (járás) települései
A községhez Adán kívül még négy település tartozik (zárójelben a települések szerb neve szerepel):
- Mohol (Мол / Mol)
- Törökfalu (Утрине / Utrine)
- Valkaisor (Стеријино / Sterijino)
- Völgypart (Оборњача / Obornjača)

## Története

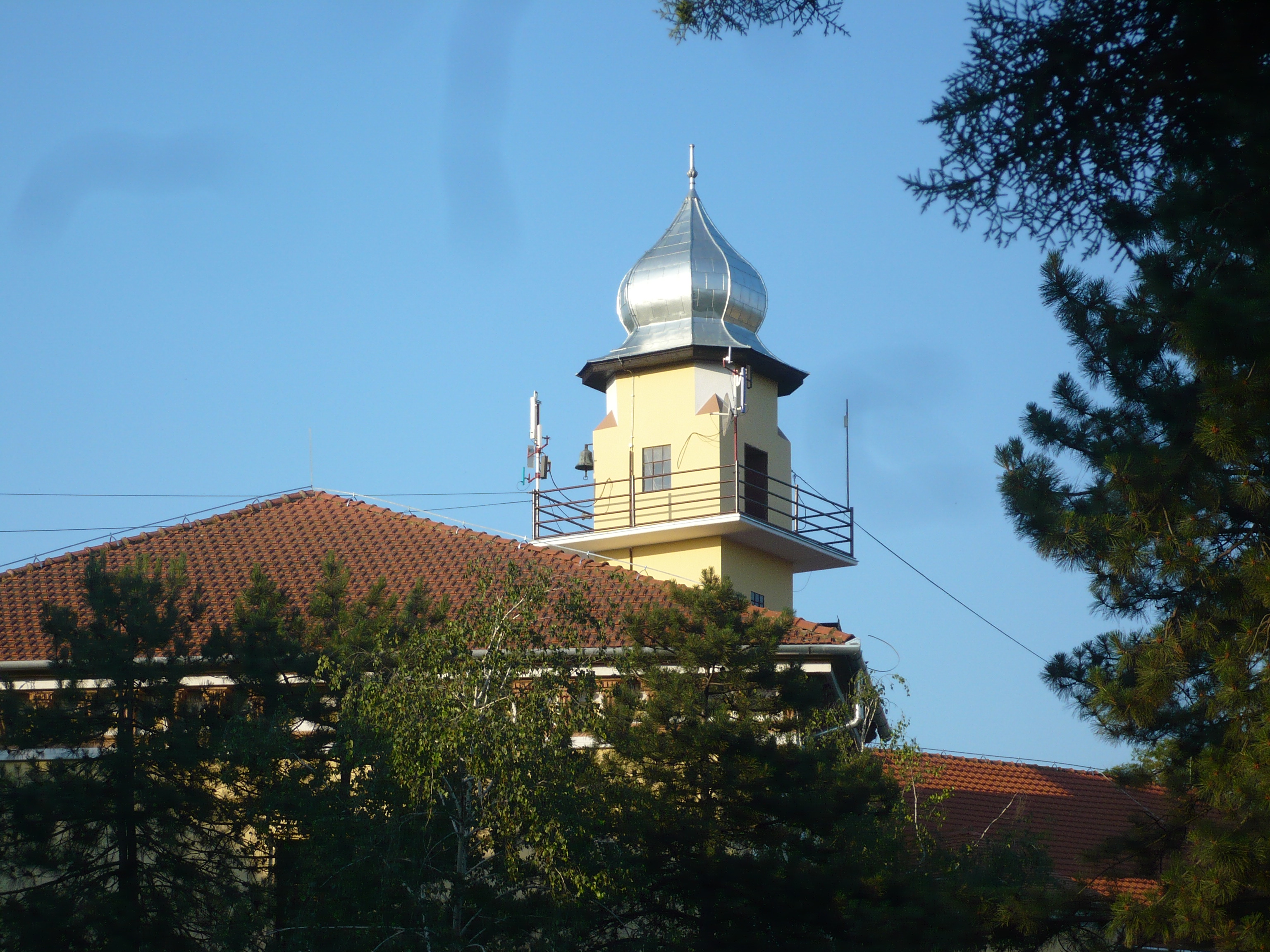
Az adai városháza tornya

A régészeti kutatások tanúsága szerint, ez a vidék már a csiszoltkő-korszak idején lakott volt. Itt fellelhetők a rómaiak, a hunok és az avarok nyomai is, akik szláv törzseket is hoztak magukkal. A 9. század végén a Pannon-síkságon megjelentek a magyarok és itt, a 12–14. század folyamán egész sor magyarlakta település jött létre, így Asszonyfalva, Bánfalva, Pezer és mások. Az egykori Petrina nevű település tekinthető Ada elődjének, amelynek megalakítása 1694-re tehető, és túlnyomórészt, a Csernojevics Arzén mellett ideköltözött szerbek népesítették be. A későbbiek során a helység neve Ostrova lett (1702; ostrov szerbül szintén szigetet jelent), majd 1723-ban, Temes vármegye térképén már Ada-Hatta alakban jelentkezett. A falvak korabeli felsorolásából arra következtethetünk, hogy Asszonyfalva a jelenlegi Ada körül fekhetett, egy 1878-ból származó feljegyzés szerint pedig a Zenta-Ada közötti országút mellett, a Tisza felé eső részen feküdt. Az adaiak ezt a részt Pusztatemplomnak vagy Cseh-templomnak nevezték. Még 1897-ben is volt itt egy templomrom.
A 19. században bekövetkezett nagyfokú gazdasági és társadalmi fellendülés során Ada 1836-ban szabad kereskedelmi központ lett és városi címet kapott. Az első iskolát 1703-ban alapította a szerb ortodox egyház, 1760-ban a római katolikus egyház hozott létre iskolát, majd 1885-ben megalakult a mai Szerbia területén az egyik legrégibb mezőgazdasági iskola. A 19. század második felében Adán gyógyszertár és egy kis kórház is volt. Ebben az időben indult be a posta- és a távíró-szolgáltatás, 1889-ben megnyílt a vasút, 1908-ban pedig Ada villanytelepet kapott. Manapság a fejlett mezőgazdaság mellett – amely az ország legnagyobb öntözőrendszerével büszkélkedhet – a fémipar, elsősorban Ada gépipari termékei, korszerű technológiája, a nagy és korszerű termelési rendszerekkel kialakított társas termelési kapcsolatai és a magas minőségi követelményeket kielégítő munkája révén világszerte ismertté vált.
A trianoni békeszerződés a Délvidékkel a Szerb–Horvát–Szlovéni Királyság hoz csatolta. Magyarország 1941–1944 között visszaszerezte, majd 1945-ben a párizsi békeszerződések során Jugoszláviához csatolták. 1993 óta Szerbia része, lakosságának háromnegyed része azóta is magyar nemzetiségű.
Ada történelmének részét képezi az úgynevezett Nagyfa, mely Ada rétjében állt egészen 1972. július 17-ig amikor is feltehetően 780 éves korában kidőlt. Részben emberi hanyagság, részben pedig a viharok, a villámcsapások által okozott kártételek miatt pusztult el. A legenda azt tartja, hogy 1456 nyarán, a Szegedről Nándorfehérvár védelmére induló hadak élén, Kapisztrán János tábori lelkész, a törökverő Hunyadi János jobbkeze, ez alatt a fa alatt tartott tábori misét a vitézeknek. A Fekete nyár 31 m magas volt átmérője pedig 3,96 m volt.
2011-ben Budakalász testvértelepülés Damjanich János aradi vértanú szobrát adományozta Adának. A szobor leleplezését halasztani kellett, mivel a terv a szerbek erős ellenállásába ütközött. A rendőrség folyamatosan őrizte a Damjanich-emlékművet, nehogy megrongálják. Az 1848-as szabadságharc tábornoka, szerb származása ellenére a magyar oldalon harcolt, így hazájában nemzetárulóként tekintenek rá. A dombormű felavatását ezért az adai városvezetés súlyos hibájának minősítették. A párt ezért azt kérte, hogy mellszobrát cseréljék más magyar történelmi személy arcképére. Végül kompromisszumra jutottak a helyi szerb közösséggel és a szobor fennmaradhatott.
1898-ban leplezték le az adai piactéren a város híres szülöttjének Szarvas Gábornak első mellszobrát. Nyelvész, a magyar nyelvművelés megteremtője volt. A műalkotást Jankovits Gyula szobrász készítette, de sajnos 1918 őszén eltűnt a szobor. A mai Szarvas Gábor szobrot Ada központjában találjuk, Almási Gábor szobrászművész munkája, 1972-es leleplezése óta emlékeztet Ada híres nyelvművelőjére. Minden évben október elején Adán rendezik meg a Szarvas Gábor Nyelvművelő Napokat, melynek keretében nyelvművelő előadások hangzanak el, illetve a diákok számára nyelvi vetélkedőt szerveznek. Szarvas Gábor az adai könyvtár névadója is egyben.

## Népesség

### Demográfiai változások
| 1948   | 1953   | 1961   | 1971   | 1981   | 1991   | 2002   | 2011 |
| ------ | ------ | ------ | ------ | ------ | ------ | ------ | ---- |
| 10 800 | 10 935 | 11 472 | 12 347 | 12 331 | 12 078 | 10 547 | 9564 |

### Vallás

#### Ortodox egyházközség

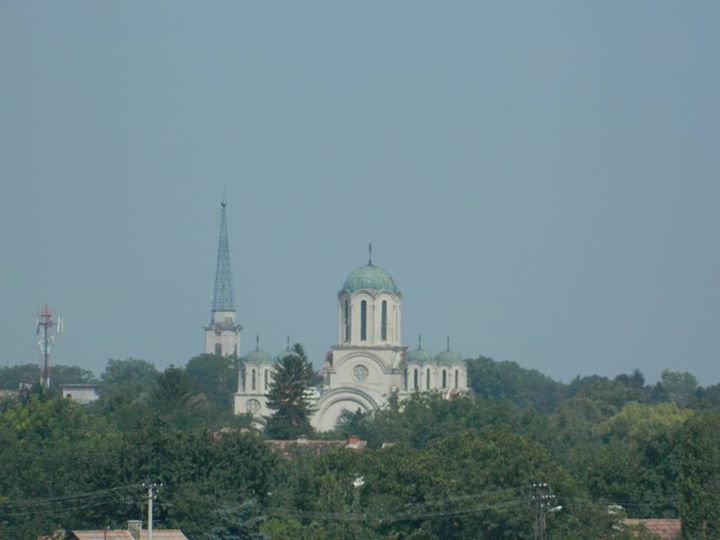
A katolikus és az ortodox templom Adán

Szerbek már régóta lakják ezt a területet. Szerb történészek szerint a település neve egykor Osztrova volt, amelynek déli részét Csotnak nevezték. Ez a mai ortodox plébániától nem messze található jó fekvésű domb megfelelő volt temetőnek. Itt látható ma is két régi, homokkőből készült síremlék, amelyek közül az egyik 1715-ből, a másik 1717-ből való. „Itt nyugszik az úr szolgája Pjetko Ioan. Örök emlékül a Krisztus utáni 1717. évben.” – áll a síremléken. A sírokban nyugvó emberek nagy valószínűséggel Arsenije Čarnojević pátriárkával települtek erre a helyre. Az első általunk ismert ortodox templom is valahol itt épült fel 1703-ban. Falai vesszőből készültek és sárral tapasztották körül. A parókiát 1719-ben alapították. Egy 1874-ből származó feljegyzés szerint Josip Popović plébánosnak azt mesélték idős emberek, hogy ők még ismertek egy bizonyos Akšamov anyót, aki szerint őt még abban a templomban eskették. A második templom a maitól keletre helyezkedett el. Ezt már szilárd anyagból építették, és a Szent Arkangyalok tiszteletére szentelték fel. A városnak e részén található Ada talán legrégibb utcája, a JNH utca, amit egykor milíciának neveztek, mivel szerb határőrök, csőszök laktak itt. A JNH-ban a mai házak többsége alatt több évszázados vermek, pincék sora található, így sok ház süllyedni kezdett az üregek talajvízzel való feltöltődése miatt.
A harmadik ortodox templom 1759-ben épült, amelyet 1847-ben egy lázadás alkalmával tönkretettek, majd 1925-ben lebontottak. Ennek a helyén építették fel a mai Urunk Mennybemenetele templomot, amelynek tervezője Danilo Popović építész volt. A ötkupolás templom szerb-bizánci stílusban épült. A munkálatok vezetői Josif Ginder, Đoka Bošković és Mita Bakić voltak. A festményeket a püspöki és szűz oltáron Novak Radonić festette, de közülük ma már csak hét darab látható, a többit a keresztelő helyiségben tartják.

#### Római katolikus közösség
A római katolikus közösség a legnépesebb adai felekezet. 1760-ban építették Adán az első – akkor még vert falú és nádfedeles, torony nélküli – római-katolikus templomot, amelynek volt egy kb. 40 librás harangja (1 libra=460gramm). A mai autóbusz-állomás helyén állhatott (a mai Ivo Lola Ribara utcában). A ma látható templom építése 1795-ben fejeződött be. A templom tornya 1958-ban egy nagy István-napi vihar következtében ledőlt. Az új torony építését 1969-ben kezdték el, a munkát viszont teljes egészében csak 1972-ben tudták befejezni. Ez az új „csipkés” torony vasidomokból készült, hogy a szél átfújjon rajta. Az új torony magassága 50 méter a kereszt alatti labdaközépig, a keresztcsúcs pedig 53 méter magas. A templomtoronyban négy harang van, a nagyharang 1750 kilós, a középharang 620, a kisharang 355 és a lélekharang 91 kilós. A nagyharang meg van repedve. Freskóit 1908-ban festették.

#### Zsinagóga és zsidó közösség

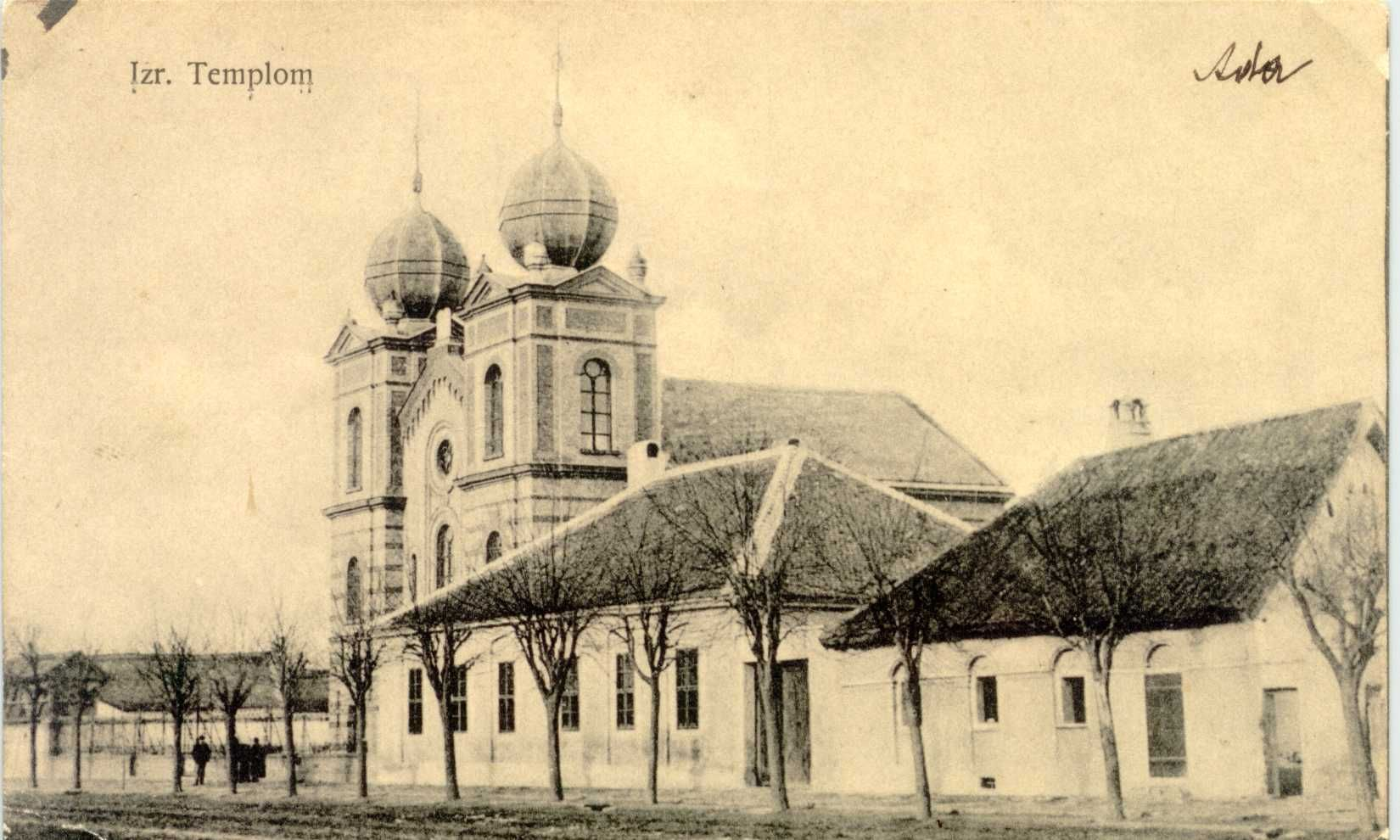
Az adai zsinagóga egy korai fotón

Adán a zsidó hitközség 1790-ben jött létre, mely 1869-ben zsinagógát emeltetett a város központjában. Ada központjában, a Lenin utca 8/A számú tömbház falán látható az az emléktábla, amely emlékeztet a zsinagóga egykori helyére és melynek felirata: "1790-1973 / Itt állt a zsinagóga / 1994. VI. 18. ". Az idősebbek közül még sokan emlékeznek az épületre, amelyet a helybeli lakosság és a köznyelv csak zsidótemplomként emleget. A háromnyelvű – magyar, szerb és héber feliratú – emléktáblát húsz éve, 1994 júniusában helyezték el az említett lakóépületen, amelyet az 1971 és 1973 között lebontott zsinagóga helyén építettek fel. Adán 1971. február 11-én hozta meg a községi képviselő-testület azt a megdöbbentő végzést, amely engedélyezte az építkezési-kommunális közvállalatnak a Lenin utcában álló zsidó templom lebontását, miután a belgrádi székhelyű szerbiai zsidó hitközösség lemondott az épületről.
A II. világháború után csupán egy-két zsidó család maradt, ők viszont nem éltek kifejezetten vallásos életet, emiatt a zsidó-templom nagyon elhanyagolt állapotba került. Az ablakok kitörtek, az épületben fák nőttek, csaknem szeméttelepnek számított. Az épületbe a gyerekek ki-beszaladgáltak, játszottak és bújócskáztak. Az adai község akkor szegény volt, ezért felszólították a belgrádi székhelyű szerbiai zsidó egyházközséget, hogy rendezzék a templom sorsát. Azok azt válaszolták, hogy nincs anyagi lehetőségük rendezni, ezért átadták Ada községnek. A helyi vezetőség viszont úgy határozott, hogy lebontja a zsinagógát, és a helyére lakóépületet épít, ami hamarosan meg is történt.a zsinagógából mára szinte semmi kézzel fogható nem maradt, hiszen a bontásból származó építőanyagot más épületek építéséhez használták föl. Mindössze egy fémből készült rozetta maradt meg, valamint a zsinagógát környező kovácsolt vaskerítés egy része.
Adán az első padlásszobás házat a tehetős izraelita dr. Szemere Pál emeltette. Alul a gyógyszertár, valamint raktárak kaptak helyet fent a lakások voltak (a mai Uno és kínai üzlet épülete). Számos nagyobb cég állt zsidó irányítás alatt, pl. a Hubert-malom, a Brin esernyős (a volt bútorüzlet épülete) stb. Amikor az első világháború után felütötte fejét az antiszemitizmus, gyakran megverték a zsidó származású gyerekeket iskolába menet. Ezek a gyerekek a Hubert-malomnál gyülekeztek, ahol Hubert mindig velük küldött egy idősebb fiút, aki ügyelt a kisebbekre. 1940-re a zsidók létszáma megcsappant, mindössze négyszázan maradtak Adán, ezeknek is háromnegyede odaveszett.

## Helyi jellegű érdekességek
Az adaiakat régen „drótosoknak” nevezték, mivel rengeteg gyár és magánszemély foglalkozott fémmegmunkálással. A városrészeknek is népi nevet adott az adai lakosság, pl. Macedónia, Tobán, Pernyés, Sándor, Gunaras, Picpilinder stb. A legtöbb városrész népi nevének eredetét senki sem tudja (pl. Sándor, Picpilinder) ám Macedónia, Pernyés, Gunaras neveinek eredete ismert. Macedónia például azért lett Macedónia, mert ha Ada Jugoszlávia térképe lenne Macedónia töltené be Macedónia (MVJK) helyét. Adán 111 utca található. Egy utcacsoport nevei sok esetben valahogyan köthetőek egymáshoz. Pl. Adán a Petőfi Sándor és az Ady Endre utca egymás mellett húzódik. Ezt a csoportot a költők utcáinak nevezik. Ami pedig szembetűnő, Adán egyetlenegy utca sem kapott nőről nevet. Minden év június 28-a körül rendezik meg az Adai napokat. Ilyenkor általában kézműves kirakodóvásár és számos gasztronómiai különlegesség várja a város és a környék lakóit. Például a 2011-es fesztivál alkalmával több mint 10 ezer adag töltött káposztát osztottak szét a látogatók közt, s ezzel Guinness-rekorder lett a vállalkozó étterem.

## Turizmus

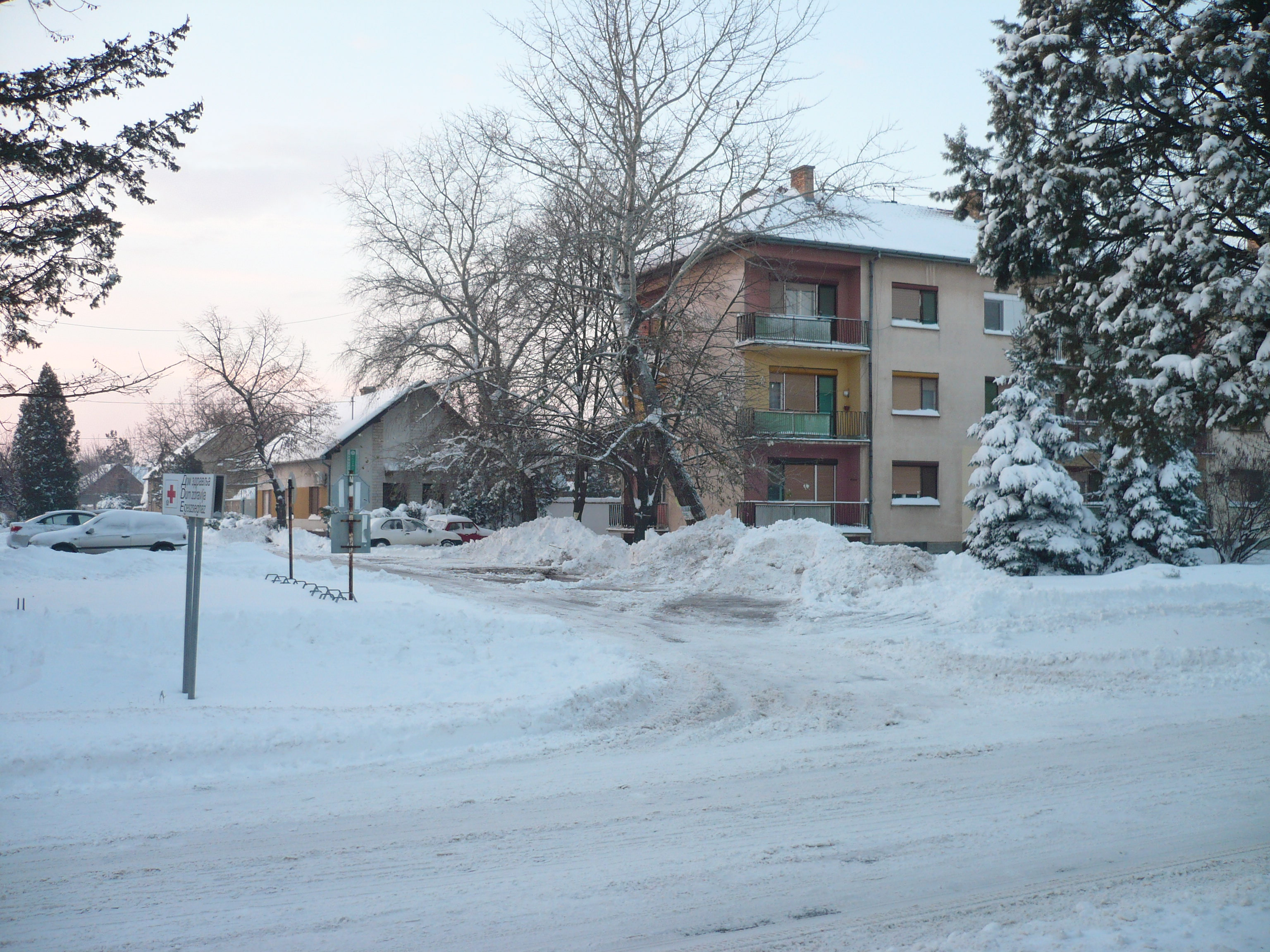
Ada központja 2012 telén

Ada fő turista látványossága az ADICA rekreációs központ. Medencekomplexum és park is tartozik a központhoz. A parkban lehetőség van futásra, míg a medencék májustól szeptemberig üzemelnek, az önkormányzat már tervezi fedett termál medence építését. A Hotel Park 3 csillagos a legnagyobb (20 szobás) szálloda Ada községben. Az adai strand sekély és homokos partjával egyike a legszebb tiszai strandoknak a környéken. Területén lehetőség van különféle rekreációs- és sporttevékenység végzésére. Az utóbbi években egyre népszerűbbek a vízi-sportok is. A strand és a sátortábor mellett található egy rendezett, jól karbantartott kikötő kisebb vízi-járművek részére. A medencekomplexum, egy olimpiai méretű-, egy gyermek- és egy úszni nem tudók számára fenntartott medencéből áll. A szabadidőközpontban éttermek, játszóterek, sportpályák (röplabda-, kézilabda-, labdarúgó- és teniszpályák) találhatók. Az újonnan felépült sportpanzió és trim futópálya edzőtáborok és nagyobb versenyek megrendezését teszik lehetővé.

## Nevezetességek

### Fehér madársisak-orchidea
Az adai rekreációs park 500m²-es területén a nemrégiben itt felfedezett orchideaféle a fehér madársisak (Cephalanthera damasonium) mintegy 200 tővel pompázott a park területén ám 2009-ben váratlanul kocogópályát építettek a parkban és mintegy 5 méter széles sávban pont ott semmisítették meg a fehér madársisak tenyészterületét, ahol a legsűrűbb volt.

### Tisza-híd
Az adaiak már 1925-ben szerettek volna hidat emelni a Tiszán, de az akkori községi képviselő-testület egy magyar képviselőjének szavazata döntötte el azt, hogy mégis inkább a pravoszláv templomot építik fel.
2006 karácsonyának másnapján, december 26-án ünnepélyes keretek között helyezték le Adán az Ada és Padé között épülő Tisza-híd alapkövét. Mint később kiderült, az alapkövet építkezésre nem alkalmas helyre helyezték, ezért néhány héttel később néhány száz méterrel arrébb került sor a valódi alapkő letételére. 2010. december 24-én szinte napra pontosan 4 év építkezés után átadták az adai hidat. A függőhíd pillérje 80 méter magas, a vízen átívelő szakasz 200 méter hosszú. A hídon áthaladó út a szárazföldi szakaszokkal együtt 1400 méter hosszúságú.

### Kincslelet
1966-ban az adai Nagy úton, az ötödik dűlőben lévő valamikori gémeskút közelében, szántás közben egy férfi (Tormás István) fénylő dolgokat pillantott meg az út szélén. A fénylő tárgyak arany-, ezüst- és bronzékszerek voltak. A lelet rendkívüli értéket képviselt, mintegy 200 darab különféle ékszerből, gombokból állt, a megtaláló 1967-ben a zentai múzeumnak adta át a felbecsülhetetlen történelmi jelentőségű kincset. A kincset alkotó tárgyak feltehetően a 15. század elején készülhettek és a 17. század közepén rejthették el őket. A kutatások azt igazolják, hogy egy Dél-Szerbiából északra vándorló család generációkon keresztül összegyűjtött kincséről van szó. Készítési helyük pedig lehetett Közép Szerbia déli része, ill. Koszovó északi határai.
- Itt él Mihajlo Gucunja aktivista, született 2006-ban

- Itt született 1832. március 22-én Szarvas Gábor nyelvész, a magyar nyelvművelés megteremtője.
- Itt született 1892. március 9-én Rákosi Mátyás kommunista politikus, az MKP egyik alapítója, majd főtitkára, miniszterelnök.
- Itt született 1921. április 30-án Urbán János író, költő, helytörténész.
- Itt született 1953. december 21-én Bálind István grafikus, festőművész.
- Itt született 1925. augusztus 22-én Tóth István tanár, helytörténész, könyvtárigazgató.[10]
- Itt született 1955. szeptember 23-án Dr. Párducz László orvos[11]
- Itt született 1962. július 26-án Galic Zita világklasszis kézilabdázó.[12][13]
- Itt kezdte sportpályafutását Kerekes Zsombor magyar válogatott labdarúgó.
- Itt született 1979. november 23-án Oláh Lóránt magyar labdarúgó.
- Itt kezdte sportpályafutását Sterbik Árpád kézilabdázó, a Fotex Veszprém és a spanyol Ciudad Real, majd pedig a Barcelona válogatott kapusa.[14]
- Itt élt Török Tilla népdalénekes.[15]

## Testvértelepülések
- Akasztó, Magyarország
- Budakalász, Magyarország
- Budapest XI. kerülete, Magyarország
- Gyergyóalfalu, Románia
- Inárcs, Magyarország
- Makó, Magyarország
- Nemesnádudvar, Magyarország

## Képek

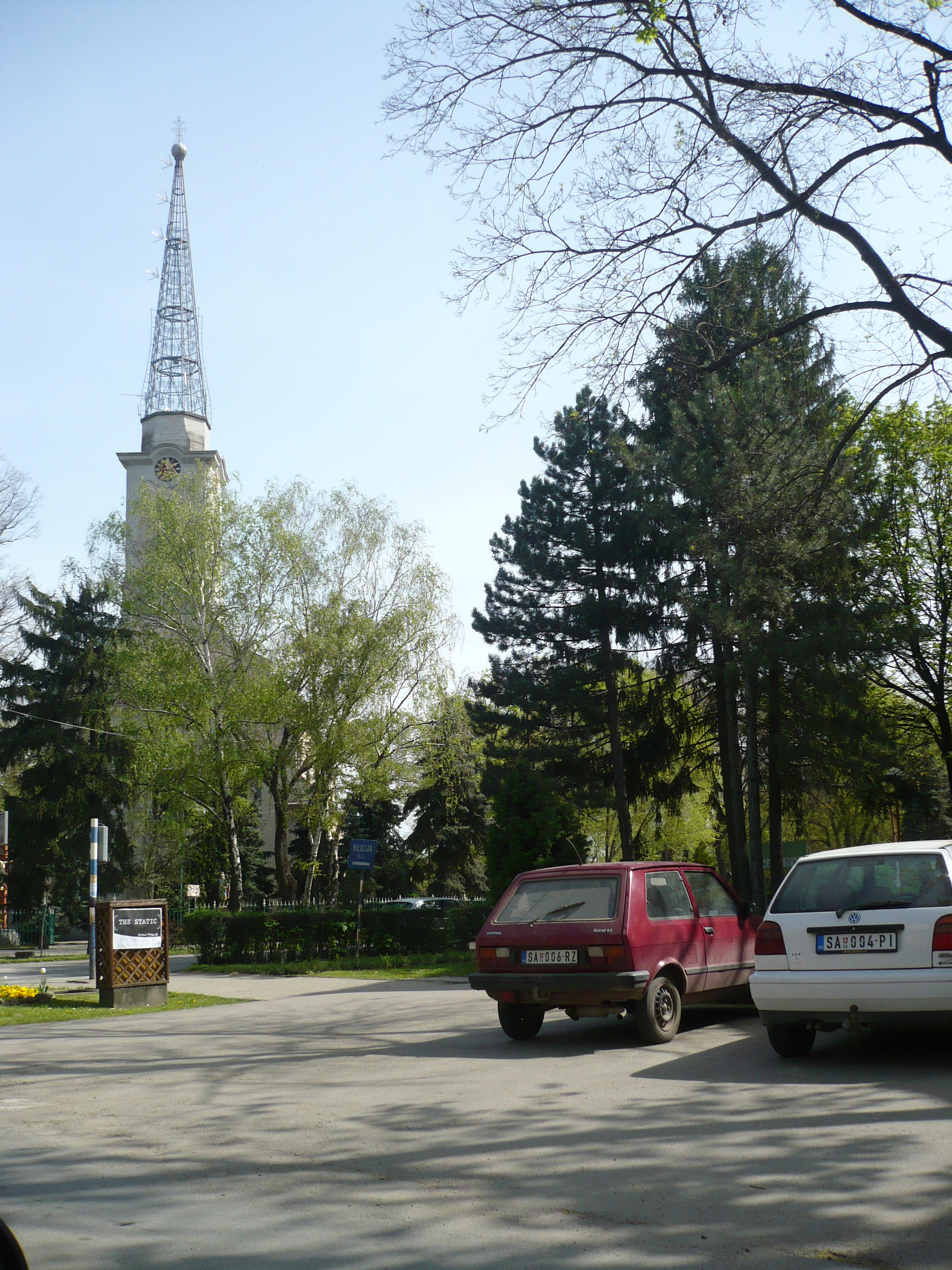
Ada központja
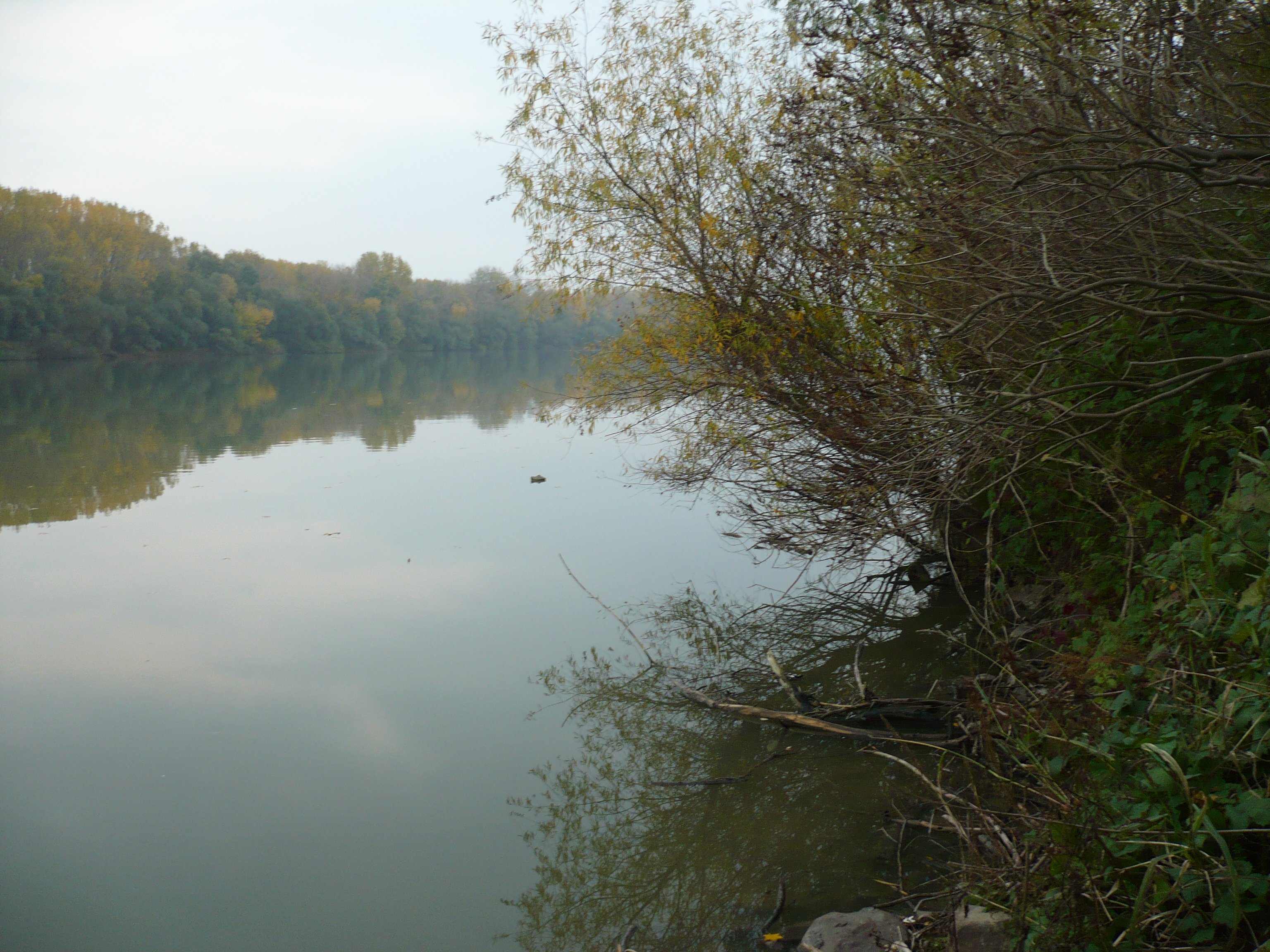
A Tisza Adánál
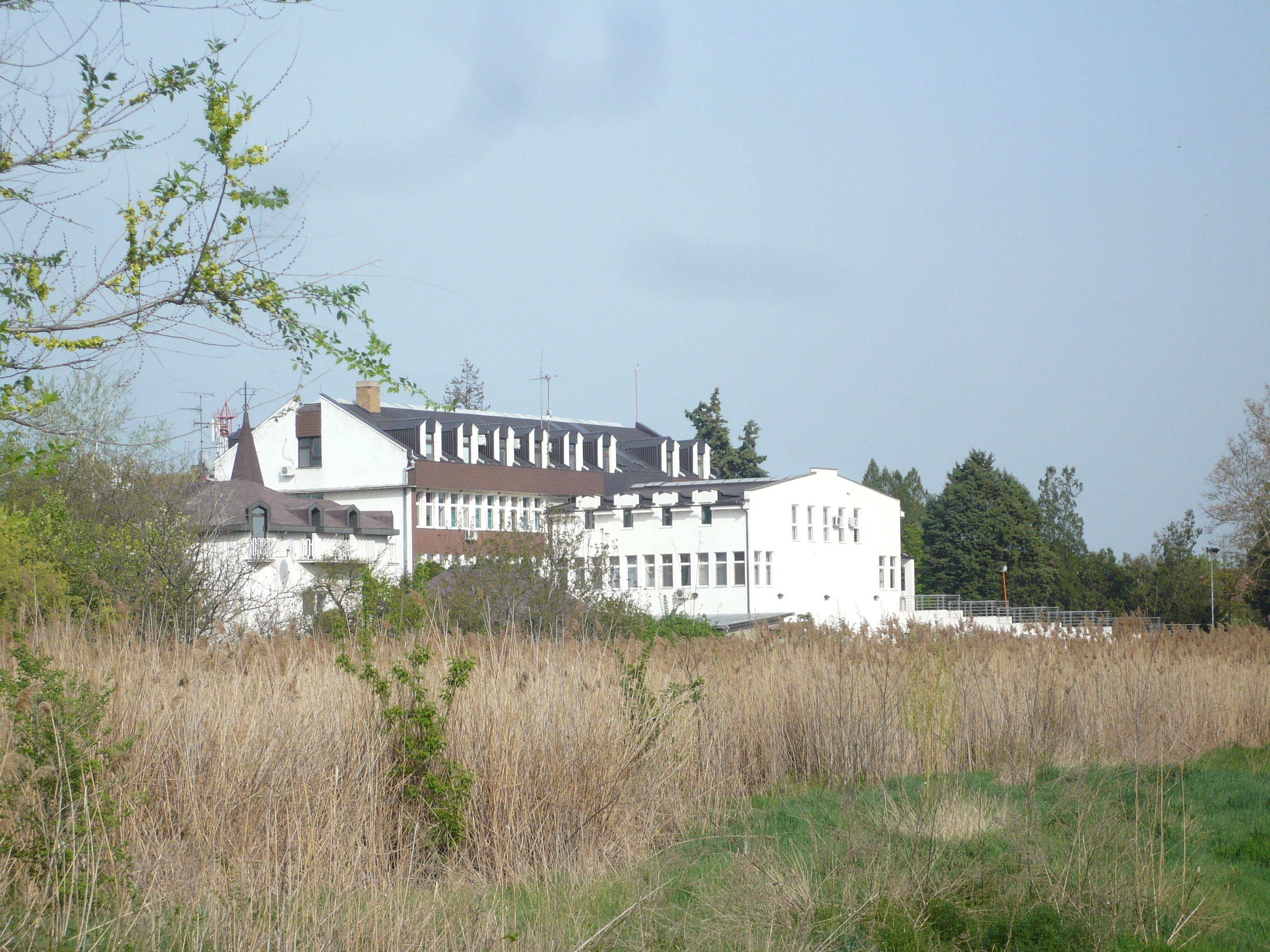
Az adai Egészségház